# Warnow CV 2600
Die Schiffe des Typs Warnow CV 2600 waren die ersten Containerschiffe, die auf den zur Bauzeit noch neuen Anlagen der bis 1995 umstrukturierten Kvaerner Warnow Werft gebaut wurden. Sie hatten einen weiteren Symbolcharakter, da sie auch den Neubeginn der seinerzeit gerade privatisierten Deutschen Seereederei und deren Flottenerneuerungsprogramm einleiteten. Bereedert wurden die Schiffe von der Reederei F. Laeisz in Rostock.

## Kurzbeschreibung

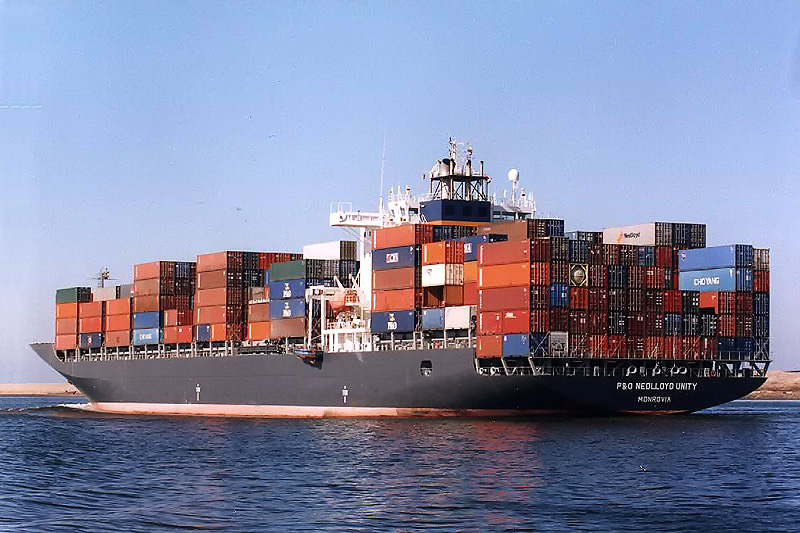
Die Pommern

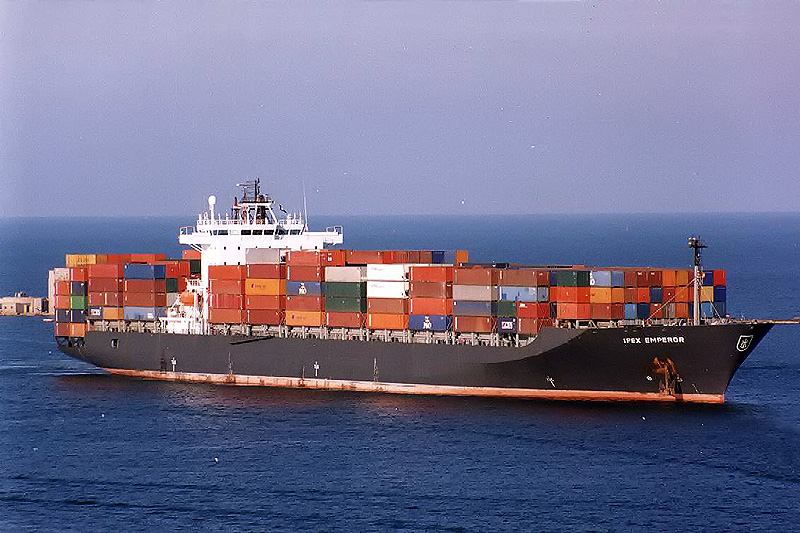
Die Potsdam

Dieser Schiffstyp war eine Weiterentwicklung der in den Jahren 1987–1988 in der Warnowwerft gebauten Vollcontainerschiffen vom Typ Saturn. Die Schiffe wurden nach den Vorschriften des Germanischen Lloyd und der See-Berufsgenossenschaft ausgelegt und gebaut. Die Stauung der Container erfolgte in sechs Laderäumen, die durch Pontonlukendeckel wetterdicht verschlossen wurden. In den Laderäumen befanden sich Staugerüste für den Transport von 40-Fuß-Containern, die auch den Transport von 20-Fuß-Containern in Längsrichtung erlaubten. Die Stauung von 45-Fuß-Containern war an Deck in der zweiten Lage möglich.
Der Schiffskörper wurde in Längsspantenbauweise gefertigt. Höherfester Stahl mit einer Streckgrenze von 355 N/m² kam in den hochbelasteten Bereichen der Lukensülle, Hauptdeck, Schergang und Teile des Wallgangs zum Einsatz.
Der Maschinenraum befand sich im Bereich der Spanten 40-77. In ihm befand sich der Hauptmotor. Dieser langsamlaufende Langhub-Dieselmotor vom Typ DMR - 8 K 80 MC-C (Lizenz MAN) war der weltweit erste Motor einer leistungsgesteigerten Bauausführung. Die Produktion erfolgte im Dieselmotorenwerk Vulkan, Standort Rostock (DMR). Die Aufladung des Motors erfolgte durch zwei Abgasturbolader von MAN B&W. Der Motor war für den Betrieb mit hochviskosen Brennstoffen bis 700 cSt/50 °C ausgelegt.
Der Propeller war ein 6-flügeliger Festpropeller mit einem Durchmesser von 7,30 m und erzeugte einen Schub von 1920 kN. Hersteller war die Mecklenburger Metallguss Waren (MMG).
Alle Bordarbeitsplätze entsprachen den Vorschriften des Germanischen Lloyd und der See-Berufsgenossenschaft.

## Die Schiffe
Es wurden zwei baugleiche Schiffe der Bauserie gebaut:
| Warnow CV 2600 | Warnow CV 2600 | Warnow CV 2600 | Warnow CV 2600 | Warnow CV 2600                    | Warnow CV 2600 | Warnow CV 2600 |
| Bauname        | Bau- nummer    | IMO-Nummer     | Ablieferung    | Auftraggeber                      | Umbenennungen und Verbleib |                |
| -------------- | -------------- | -------------- | -------------- | --------------------------------- | --- | -------------- |
| Pommern        | 001            | 9121247        | April 1996     | MS Pommern GmbH & Co. KG, Rostock | 1996 Sea Excellence, 1997 Pommern, 1997 P&O Nedlloyd Unity, 2001 Pommern, 2002 Kota Pusaka, 2009 Pommern, 2010 Kota Pusaka, 2012 Pommern, 2013 Dimitris Y, 2015 Abbruch in Alang |                |
| Potsdam        | 002            | 9121259        | Juni 1996      | MS Potsdam GmbH & Co. KG, Rostock | 1996 Sea Elegance, 1997 Potsdam, 1997 Ipex Emperor, 1999 Potsdam, 2002 Kota Pelangi, 2009 Potsdam, 2010 Kota Pelangi, Mamitsa, 2016 Abbruch in Alang                             |                |